# A magyar labdarúgó-válogatott 2017. november 9-i mérkőzése
A magyar labdarúgó-válogatott barátságos mérkőzése 2017. november 9-én, Luxembourgon, a Stade Josy Barthelben, az ellenfél Luxemburg válogatottja. Ez volt a magyar labdarúgó-válogatott 922. hivatalos mérkőzése és a két válogatott egymás elleni 11. összecsapása. A mérkőzést 2–1-re a luxemburgiak nyerték meg.

## Örökmérleg a mérkőzés előtt
| Sorszám | Időpont     | Helyszín         | Eredmény  | Kiírás       |
| ------- | ----------- | ---------------- | --------- | ------------ |
| 1/208   | 1938.01.16. | Luxemburg        | 6–0 (1–0) | –            |
| 2/250   | 1946.10.30. | Esch-sur-Alzette | 7–2 (3–1) | –            |
| 3/488   | 1974.10.13. | Luxemburg        | 4–2 (2–2) | Eb-selejtező |
| 4/501   | 1975.10.19. | Szombathely      | 8–1 (4–0) | Eb-selejtező |
| 5/571   | 1983.03.27. | Luxemburg        | 6–2 (2–1) | Eb-selejtező |
| 6/573   | 1983.04.17. | Budapest         | 6–2 (3–0) | Eb-selejtező |
| 7/667   | 1992.09.09. | Luxemburg        | 3–0 (1–0) | vb-selejtező |
| 8/680   | 1993.10.27. | Budapest         | 1–0 (1–0) | vb-selejtező |
| 9/772   | 2003.04.30. | Budapest         | 5–1 (1–1) | –            |
| 10/859  | 2011.06.03. | Luxemburg        | 1–0 (0–0) | –            |

| M  | Gy | D | V | G+ | G– | Gk  | %    |
| -- | -- | - | - | -- | -- | --- | ---- |
| 10 | 10 | 0 | 0 | 47 | 10 | +37 | 90,9 |

Források: , 

## A mérkőzés
| 2017. november 9. 20:00 |

| Luxemburg               | 2–1               | Magyarország |
| ----------------------- | ----------------- | ------------ |
| Aurélien 15' Marvin 84' | (1–1) Jegyzőkönyv | 18' Nikolics |

| Stade Josy Barthel, Luxembourg Nézőszám: 1 873 Játékvezető: Delferière Sébastien (belga) |

### Az összeállítások
| Luxemburg | Magyarország |

### A mérkőzés statisztikái
| Luxemburg | Teljes mérkőzés      | Magyarország |
| --------- | -------------------- | ------------ |
| 46 (%)    | Labdabirtoklás       | 54 (%)       |
| 2         | Gól                  | 1            |
| 4         | Sárga lap            | 3            |
| 0         | Piros lap            | 1            |
| 4         | Szöglet              | 1            |
| 4         | Les                  | 4            |
| 16        | Lövés                | 6            |
| 3         | Kaput eltalált lövés | 5            |
| 450       | Összes passzok       | 538          |
| 362       | Sikeres passzok      | 422          |
| 80 (%)    | Passz hatékonyság    | 80 (%)       |
| 21        | Szabálytalanságok    | 16           |

## Örökmérleg a mérkőzés után
| Sorszám | Időpont     | Helyszín         | Eredmény  | Kiírás       |
| ------- | ----------- | ---------------- | --------- | ------------ |
| 1/208   | 1938.01.16. | Luxemburg        | 6–0 (1–0) | –            |
| 2/250   | 1946.10.30. | Esch-sur-Alzette | 7–2 (3–1) | –            |
| 3/488   | 1974.10.13. | Luxemburg        | 4–2 (2–2) | Eb-selejtező |
| 4/501   | 1975.10.19. | Szombathely      | 8–1 (4–0) | Eb-selejtező |
| 5/571   | 1983.03.27. | Luxemburg        | 6–2 (2–1) | Eb-selejtező |
| 6/573   | 1983.04.17. | Budapest         | 6–2 (3–0) | Eb-selejtező |
| 7/667   | 1992.09.09. | Luxemburg        | 3–0 (1–0) | vb-selejtező |
| 8/680   | 1993.10.27. | Budapest         | 1–0 (1–0) | vb-selejtező |
| 9/772   | 2003.04.30. | Budapest         | 5–1 (1–1) | –            |
| 10/859  | 2011.06.03. | Luxemburg        | 1–0 (0–0) | –            |
| 11/922  | 2017.11.09. | Luxemburg        | 1–2 (1–1) | –            |

| M  | Gy | D | V | G+ | G– | Gk  | %    |
| -- | -- | - | - | -- | -- | --- | ---- |
| 11 | 10 | 0 | 1 | 48 | 12 | +36 | 90,9 |

Források: , 